# Oliemolen ('s-Hertogenbosch)
Oliemolen was de naam van een windmolen op het voormalige Bastion Grobbendonck in 's-Hertogenbosch.
De molen was een achthoekige houten molen. Aanvankelijk werd deze molen door stoom aangedreven. De molen heeft dienstgedaan tot de afbraak in 1890. In eerste intantie zijn de fundamenten van de molen in het bastion achtergebleven. Maar toen deze uiteindelijk in 1894 ook werden afgebroken, verdwenen ook de fundamenten van de oliemolen.